# فضاپیمای دیپ اسپیس۱
فضاپیمای دیپ‌اسپیس۱ Deep Space 1 (DS1) یک فضاپیمای نمایشی فناوری ناسا بود که در کنار یک سیارک و یک ستاره دنباله‌دار پرواز کرد. این بخشی از برنامه هزاره جدید بود که به آزمایش فناوری‌های پیشرفته اختصاص داشت.
فضاپیمای Deep Space 1 که در ۲۴ اکتبر ۱۹۹۸ به فضا پرتاب شد، از کنار سیارک ۹۹۶۹ بریل عبور کرد که هدف علمی اولیه آن بود. این مأموریت دو بار تمدید شد تا شامل برخورد با دنباله دار 19P/Borrelly و آزمایش‌های مهندسی بیشتر شود. مشکلات در مراحل اولیه و ردیاب ستاره آن منجر به تغییرات مکرر در پیکربندی مأموریت شد. در حالی که پرواز سیارک با موفقیت جزئی همراه بود، مواجهه با این ستاره دنباله‌دار موجب بدست آوردن اطلاعات ارزشمندی گردید. سه فناوری از دوازده فناوری موجود در هواپیما باید در عرض چند دقیقه پس از جدا شدن از موشک حامل کار می‌کردند تا مأموریت ادامه یابد.
مأموریت فضاپیمای دیپ‌اسپیس۱ توسط کاوشگر دیپ اسپیس۲ ادامه یافت که در ژانویه ۱۹۹۹ باکاوشگر قطبی مریخ پرتاب شدند و قصد داشتند به سطح مریخ برخورد کنند (اگرچه تماس قطع شد و مأموریت شکست خورد). فضاپیمای دیپ اسپیس ۱ اولین فضاپیمای ناسا بود که از پیشرانه یونی به جای موشک‌های سنتی با انرژی شیمیایی استفاده کرد.

## فن آوری‌ها
هدف از فضاپیمای دیپ اسپیس ۱ توسعه فناوری و اعتبارسنجی برای ماموریت‌های آینده بود. ۱۲ فناوری مورد آزمایش قرار گرفتند:
1. پیشرانه الکتریکی خورشیدی
2. آرایه‌های متمرکز کننده خورشیدی
3. ساختار چند منظوره
4. دوربین مجتمع مینیاتوری و طیف‌سنج تصویربرداری
5. طیف‌سنج یونی و الکترونی
6. فرستنده کوچک فضای عمیق
7. تقویت کننده قدرت حالت جامد Ka-Band

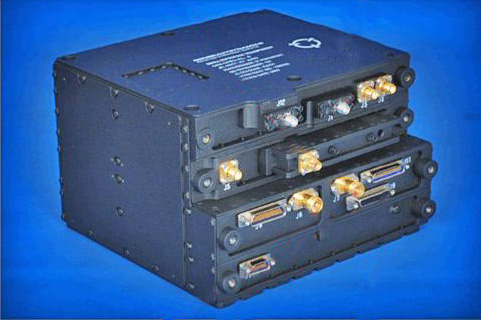
یک فرستنده کوچک فضای عمیق

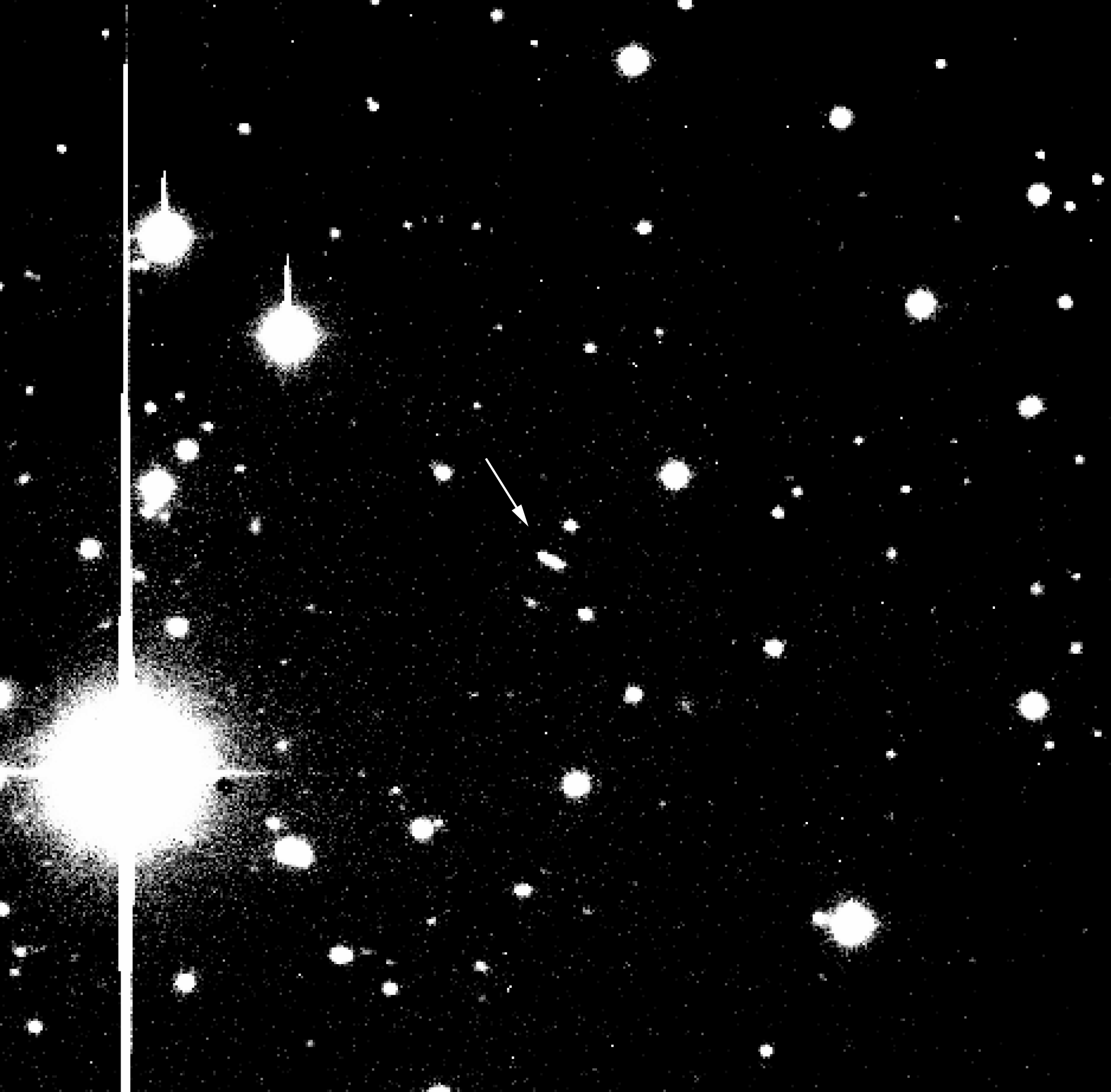
فضاپیمای دیپ اسپیس ۱ همان‌طور که از تلسکوپ هیل در فاصله 3.7 e6km دیده می‌شود

8. عملیات مانیتور بیکن
9. عامل از راه دور خودمختار
10. الکترونیک کم مصرف
11. ماژول فعال سازی و سوئیچینگ برق
12. ناوبری خودمختار